# 台湾平藓
台湾平藓（学名：Neckera formosana）为平藓科平藓属下的一个种。其种加词“formosana”意为“台湾的”。